# (8531) Mineosaito
(8531) Mineosaito est un astéroïde de la ceinture principale.

## Description
(8531) Mineosaito est un astéroïde de la ceinture principale. Il fut découvert le 16 novembre 1992 à Kitami par Kin Endate et Kazuro Watanabe. Il présente une orbite caractérisée par un demi-grand axe de 2,63 UA, une excentricité de 0,12 et une inclinaison de 3,3° par rapport à l'écliptique.

## Compléments